# Autodesk
A Autodesk é uma empresa de software de design e de conteúdo digital. Foi fundada por John Walker e 12 outros co-fundadores em 1982. Ao longo da sua história, teve sede em várias localizações de Marin County na Califórnia. Atualmente, a sede situa-se em São Rafael - Califórnia.

## História
A Autodesk apresentou o AutoCAD (anteriormente chamado de MicroCAD) na COMDEX de 1982.
Inicialmente, o AutoCAD foi escrito para vários sistemas operativos, sobretudo para a arquitetura CP/M architecture, mas também para o DOS e Unix.
O objetivo último da companhia era o de tornar a (AutoCAD) conhecida, um software que corria na plataforma recentemente criada pela IBM, que se tornaria conhecida como a do PC. A aplicação era relativamente medíocre em termos de CAD, devido às limitações dos processadores Intel e o sistema MS-DOS da época, mas por outro lado, esta plataforma tornava-se agora universal. Foi criada uma ferramenta de CAD que era suficiente para criar desenhos técnicos detalhados, a um preço acessível a pequenas empresas de design, engenharia e arquitetura.
A versão 2.1 introduziu um conceito na altura inovador na indústria do software CAD: a plataforma aberta, com a introdução de um intérprete embutido de Lisp, com uma dialeto adaptado da linguagem Lisp, o Autolisp, adaptado para programar soluções específicas no AutoCAD.
Para além disso, foi implementado um sub-sistema das suas bibliotecas em C, e foi tornado disponível aos programadores.
Isto teve como resultado uma evolução de uma grande número de pequenas empresas de software desenvolvendo soluções para o AutoCAD como a plataforma principal (quase como se tratasse de um sistema operativo). Desde então, a Autodesk beneficiou bastante destes desenvolvimentos ao comprar as empresas mais prometedoras e prolíficas no desenvolvimento de melhorias ao seu software. O código destas empresas é então adicionado ao código do AutoCAD para uso em novos produtos.
Desde a versão 12, a companhia abandonou o ambiente Unix, e desde a versão 14 descontinuou a versão para MS-DOS e trabalha em cooperação apertada com a Microsoft, partilhando a sua tecnologia de base para atingir performance superior no sistema operativo Windows.
Em 2002, a Autodesk comprou um software concorrente chamado Revit , da Revit Technologies, uma empresa com sede em Massachusetts, pelo preço de 133 milhões de dólares. O Revit, para as soluções de construção e infraestrutura e o Inventor  para o grupo da mecânica, formaram a fundação da futura geração dos produtos Autodesk - largando o código do Autocad, em parte velho de 20 anos.
A 4 de Outubro de 2005, a Autodesk anunciou planos para a aquisição da Alias, por um montante em dinheiro avaliado em 182 milhões de dólares.
A 10 de Janeiro de 2006, a Autodesk completou a aquisição da Alias por 197 milhões de dólares.
Em 2022, a Autodesk adquiriu a empresa de realidade estendida (XR) The Wild , com a intenção de fornecer serviços corporativos para empresas que trabalham no metaverso.

## Produtos
Os principais produtos oferecidos pelo Design Solutions Segment são:
- A Platform Technology Division desenvolve e comercializa o produto mais conhecido da Autodesk, o AutoCAD, e o AutoCAD LT.
- A Manufacturing Solutions Division desenvolve e comercializa a Autodesk Inventor Series, o Autodesk Inventor Professional,  AutoCAD Mechanical e Autodesk Vault.
- A Infrastructure Solutions Division desenvolve e comercializa o Autodesk Map 3D, Autodesk Land Desktop, Autodesk Civil3D, Autodesk MapGuide, MapServer Enterprise e a linha de produtos Topobase.
- A Building Solutions Division desenvolve e comercializa o Autodesk Architectural Desktop e o Autodesk Revit.

Os principais produtos oferecidos pela Autodesk Media and Entertainment Division são o Autodesk 3ds Max, Discreet Flame, Discreet Inferno, Discreet Smoke, Autodesk Toxik e Discreet Lustre.
Outros produtos ainda, são o Autosketch, Autodesk Subscription Program e o Autodesk LocationLogic.